# Б'єрн Берґвалль
Б'єрн Берґвалль (норв. Bjørn Bergvall, 13 лютого 1939) — норвезький яхтсмен.
Олімпійський чемпіон 1960 року в класі Летючий голандець.